# Dayyer (Verwaltungsbezirk)
Dayyer (persisch شهرستان دیر) ist ein Schahrestan in der Provinz Buschehr im Iran. Er enthält die Stadt Bandar Dayyer, welche die Hauptstadt des Verwaltungsbezirks ist. 

## Demografie
Bei der Volkszählung 2016 betrug die Einwohnerzahl des Schahrestan 60.612. Die Alphabetisierung lag bei 85 Prozent der Bevölkerung. Knapp 80 Prozent der Bevölkerung lebten in urbanen Regionen.
| Zensusjahr | Einwohnerzahl |
| ---------- | ------------- |
| 2011       | 52.523        |
| 2016       | 60.612        |